# 阪本清一郎
阪本 清一郎（さかもと せいいちろう、1892年〈明治25年〉1月1日 - 1987年〈昭和62年〉2月19日）は、日本の部落解放運動家、社会運動家、政治家。全国水平社創設者の1人。「水平社」「糺弾」の名称の考案者。

## 経歴
奈良県南葛城郡掖上村柏原（現在の御所市）出身。清三郎の次男。生家は被差別部落のなかでも裕福な地主で、膠製造業を営む。
御所高等小学校をへて1907年に奈良市立商業学校に入学、廃校のため大阪市の成器商業学校に転じて卒業する。1909年、柏原に青年共和団を組織して部落の生活改善につとめる。
家業の膠製造技術の向上を図るために必要な化学を学ぶため、上京して東京工科学校（現・日本工業大学）に遊学する。東京では同郷の西光万吉と下宿をともにし、山川均、堺利彦、大杉栄らを訪ね、その影響を受ける。1919年ごろに西光、駒井喜作らと柏原に燕会を結成し、村政の改革にたちあがる。
1920年結成の日本社会主義同盟に西光とともに加盟する。1922年に全国水平社創立大会を迎え、大会では創立者のひとりとして経過報告をおこなう。「水平社」の名称を考案する。中央執行委員として各地方水平社の創立を助け、差別糾弾闘争を指導する。
その後、運動内においては中間的な立場に立ち、組織の仲裁役となった。この間、1927年に労働農民党の中央委員に選ばれ、1929年に掖上村会議員に当選している。
その後、西光とともに大日本国家社会党に入り、国家主義に傾倒するとともに経済更生運動や協同組合運動に関わる。
戦後、部落解放同盟中央委員となる。その後部落解放同盟と水平社出身者との対立が深刻化すると、1965年に木村京太郎らとともに荊冠友の会を結成、1975年に北原泰作らとともに国民融合をめざす部落問題全国会議を結成して解放同盟と対立する動きを見せた。

## 人物
- 部落解放運動の活動家木村京太郎は『部落（43）』で、各界に活躍する奈良県の被差別部落出身者として阪本清一郎の名前を挙げている[1]。

- 幼い頃から西光万吉と兄弟のように親しくしていた[6]。東京では西光と下宿をともにし、本を読み議論をたたかわせた[6]。

- 1970年代には、東大部落研の蛮行を聞いて「水平運動は、人間を尊敬することによって自ら解放せんとする者の集団運動であった。平然と人殺しをするような集団に、部落解放を語る資格はない」[8]と述べたとされる。

## 家族・親族
阪本家
- 祖父・清五郎（岩崎村の穢多身分の庄屋[9]）
- 父・清三郎（膠製造[10]、阪本膠製造場代表[11]）
- 妻・数枝（大阪、中井利助の次女）[12]

親戚
- 従兄・坂本清俊（融和運動家、大和同志会副会長、南葛城郡会議員）
- 妻の兄・中井利助（膠製造業、地家主）
- 中井利之祐（浪華化学工業社長）
- 松井庄五郎[13]（融和運動家、大和同志会会長）
- 米田庄太郎 - 妻の数枝（旧姓中井）の親類である[14]。